# Tobias Pachonik
Tobias Pachonik (Marktoberdorf, 4 januari 1995) is een Duits voetballer die bij voorkeur als verdediger speelt.

## Carrière
Tobias Pachonik speelde in de jeugd van TSV Marktoberdorf, FSV Marktoberdorf, SpVgg Kaufbeuren, TSG Thannhausen en ten slotte 1. FC Nürnberg, waar hij ook zijn debuut maakte in het eerste elftal op 3 mei 2014 in een thuiswedstrijd tegen Hannover 96, als invaller in de 56e minuut voor Hiroshi Kiyotake. In 2015/16 werd hij een jaar uitgeleend aan Stuttgarter Kickers. Hierna vertrok hij naar FC Schalke 04, waar hij in het tweede elftal speelde. In de voorbereiding op het seizoen 2017-18 was de voormalig Duits jeugdinternational even op proef bij Willem II, maar dat leidde niet tot een verbintenis. Drie weken later tekende Pachonik een eenjarig contract bij Carpi FC 1909, met een optie voor nog twee jaar. In 2018 stond de rechtsback in de belangstelling van een aantal clubs, waaronder PSV. Een jaar later tekende Pachonik, die in het seizoen 2018/19 werd uitgeroepen tot beste rechtsback van de Serie B, een driejarig contract bij VVV-Venlo. Eind maart 2022 zegde de Venlose club zijn aflopende contract op. In januari 2023 sloot de transfervrije verdediger aan bij Stabæk Fotball waar hij een tweejarig contract tekende. Zijn verblijf in Noorwegen duurde slechts een jaar. Na de degradatie van Stabæk sloot hij in de winter van 2024 aan bij FC Baden. Ook zijn verblijf in Zwitserland was van korte duur. In de zomer van 2024 tekende Pachonik een contract voor een jaar bij Helmond Sport met een optie voor een extra seizoen.

### Statistieken

#### Beloften
| Seizoen                    | Club                   | Competitie                 | Competitie | Competitie | Overige | Overige | Totaal | Totaal |
| Seizoen                    | Club                   | Competitie                 | Wed.       | Dlp.       | Wed.    | Dlp.    | Wed.   | Dlp.   |
| -------------------------- | ---------------------- | -------------------------- | ---------- | ---------- | ------- | ------- | ------ | ------ |
| 2012/13                    | 1. FC Nürnberg II      | Regionalliga Bayern        | 3          | 0          | —       | —       | 3      | 0      |
| 2013/14                    | 1. FC Nürnberg II      | Regionalliga Bayern        | 23         | 0          | —       | —       | 23     | 0      |
| 2014/15                    | 1. FC Nürnberg II      | Regionalliga Bayern        | 8          | 0          | —       | —       | 8      | 0      |
| 2015/16                    | Stuttgarter Kickers II | Oberliga Baden-Württemberg | 2          | 0          | —       | —       | 2      | 0      |
| 2016/17                    | FC Schalke 04 II       | Regionalliga West          | 33         | 2          | —       | —       | 33     | 2      |
| 2023                       | Stabæk Fotball II      | 3. divisjon                | 1          | 0          | —       | —       | 1      | 0      |
| Totaal beloften            | Totaal beloften        | Totaal beloften            | 70         | 2          | 0       | 0       | 70     | 2      |
| Bijgewerkt op 20 juli 2024 |                        |                            |            |            |         |         |        |        |

#### Senioren
| Seizoen                                | Club                | Competitie       | Competitie | Competitie | Beker | Beker | Overig1 | Overig1 | Totaal | Totaal |
| Seizoen                                | Club                | Competitie       | Wed.       | Dlp.       | Wed.  | Dlp.  | Wed.    | Dlp.    | Wed.   | Dlp.   |
| -------------------------------------- | ------------------- | ---------------- | ---------- | ---------- | ----- | ----- | ------- | ------- | ------ | ------ |
| 2013/14                                | 1. FC Nürnberg      | Bundesliga       | 2          | 0          | 0     | 0     | —       | —       | 2      | 0      |
| 2014/15                                | 1. FC Nürnberg      | 2. Bundesliga    | 5          | 0          | 0     | 0     | —       | —       | 5      | 0      |
| 2015/16                                | Stuttgarter Kickers | 3. Liga          | 15         | 0          | 0     | 0     | 4       | 0       | 19     | 0      |
| 2017/18                                | Carpi               | Serie B          | 36         | 0          | 2     | 0     | —       | —       | 38     | 0      |
| 2018/19                                | Carpi               | Serie B          | 33         | 1          | 1     | 0     | –       | –       | 34     | 1      |
| 2019/20                                | VVV-Venlo           | Eredivisie       | 26         | 1          | 1     | 0     | —       | —       | 27     | 1      |
| 2020/21                                | VVV-Venlo           | Eredivisie       | 29         | 1          | 3     | 1     | —       | —       | 32     | 2      |
| 2021/22                                | VVV-Venlo           | Eerste divisie   | 34         | 0          | 1     | 0     | —       | —       | 35     | 0      |
| 2023                                   | Stabæk Fotball      | Eliteserien      | 15         | 0          | 2     | 0     | —       | —       | 17     | 0      |
| 2023/24                                | FC Baden            | Challenge League | 16         | 0          | 0     | 0     | —       | —       | 16     | 0      |
| 2024/25                                | Helmond Sport       | Eerste divisie   | 19         | 2          | 1     | 0     | —       | —       | 20     | 2      |
| Totaal senioren                        | Totaal senioren     | Totaal senioren  | 230        | 5          | 11    | 1     | 4       | 0       | 245    | 6      |
| Carrièretotaal                         | Carrièretotaal      | Carrièretotaal   | 300        | 7          | 11    | 1     | 4       | 0       | 315    | 8      |
| Bijgewerkt tot en met 21 december 2024 |                     |                  |            |            |       |       |         |         |        |        |

1Overige officiële wedstrijden, te weten WFV-Pokal.